# Not That Kind
Not That Kind ist das Debütalbum der US-amerikanischen Sängerin Anastacia, das im Juni 2000 veröffentlicht wurde.

## Entstehung und Veröffentlichung
Die Erstveröffentlichung von Not That Kind erfolgte am 16. Juni 2000 bei den Musiklabels Daylight Records und Epic Records. Das Album erschien in seiner Originalausführung als CD mit zwölf Titeln (Katalognummer: 498314-2). Am 24. Juni 2016 erschien es erstmals als LP-Ausführung bei Music on Vinyl (Katalognummer: MOVLP1675).
Geschrieben und produziert wurden alle Lieder von verschiedenen, wechselnden Autoren und Produzenten. Beim Schreibprozess war Anastacia selbst an neun Liedern beteiligt. Mit Love Is Alive ist auf dem Album eine Coverversion enthalten; das Stück stammt im Original von Gary Wright aus dem Jahr 1975. Als Vorbilder dienten Anastacia hierbei Aretha Franklin, Tina Turner oder auch Martha Wash.

## Titelliste
1. Not That Kind – 3:20
2. I’m Outta Love – 4:02
3. Cowboys & Kisses – 4:32
4. Who’s Gonna Stop the Rain – 5:00
5. Love Is Alive – 3:56
6. I Ask of You – 4:27
7. Wishing Well – 3:57
8. Made for Lovin’ You – 3:35
9. Black Roses – 3:38
10. Yo Trippin’ – 3:35
11. One More Chance – 4:39
12. Same Old Story – 5:32

## Rezeption
William Ruhlmann von Allmusic schrieb, Anastacia zeige mit diesem Album bereits ihr „großes Talent“. Er gab ihm vier von fünf Sternen.

## Kommerzieller Erfolg

### Chartplatzierungen
Not That Kind avancierte zum Nummer-eins-Album in Neuseeland, den Niederlanden, Norwegen oder auch der Schweiz.
| ChartsChartplatzierungen       | Höchstplatzierung | Wochen |
| ------------------------------ | ----------------- | ------ |
| Deutschland (GfK)              | 2 (84 Wo.)        | 84     |
| Österreich (Ö3)                | 3 (81 Wo.)        | 81     |
| Schweiz (IFPI)                 | 1 (89 Wo.)        | 89     |
| Vereinigte Staaten (Billboard) | 168 (4 Wo.)       | 4      |
| Vereinigtes Königreich (OCC)   | 2 (93 Wo.)        | 93     |

| ChartsJahrescharts (2000) | Platzierung |
| ------------------------- | ----------- |
| Deutschland (GfK)         | 14          |
| Österreich (Ö3)           | 14          |
| Schweiz (IFPI)            | 3           |

| ChartsJahrescharts (2001)    | Platzierung |
| ---------------------------- | ----------- |
| Deutschland (GfK)            | 19          |
| Österreich (Ö3)              | 23          |
| Schweiz (IFPI)               | 7           |
| Vereinigtes Königreich (OCC) | 15          |

| ChartsJahrescharts (2002) | Platzierung |
| ------------------------- | ----------- |
| Deutschland (GfK)         | 70          |

### Auszeichnungen für Musikverkäufe
| Land/Region                  | Auszeichnungen für Musikverkäufe (Land/Region, Auszeichnung, Verkäufe) | Verkäufe  |
| ---------------------------- | ---------------------------------------------------------------------- | --------- |
| Australien (ARIA)            | 3× Platin                                                              | 210.000   |
| Belgien (BRMA)               | Platin                                                                 | (50.000)  |
| Dänemark (IFPI)              | 2× Platin                                                              | (100.000) |
| Deutschland (BVMI)           | 5× Gold                                                                | (750.000) |
| Europa (IFPI)                | 4× Platin                                                              | 4.000.000 |
| Finnland (IFPI)              | Gold                                                                   | (22.115)  |
| Frankreich (SNEP)            | 2× Platin                                                              | (600.000) |
| Neuseeland (RMNZ)            | 4× Platin                                                              | 60.000    |
| Niederlande (NVPI)           | 3× Platin                                                              | (240.000) |
| Norwegen (IFPI)              | Platin                                                                 | (50.000)  |
| Österreich (IFPI)            | Platin                                                                 | (50.000)  |
| Schweden (IFPI)              | Gold                                                                   | (40.000)  |
| Schweiz (IFPI)               | 3× Platin                                                              | (150.000) |
| Spanien (Promusicae)         | Gold                                                                   | (50.000)  |
| Vereinigtes Königreich (BPI) | 3× Platin                                                              | (900.000) |
| Insgesamt                    | 4× Gold · 29× Platin ·                                                 | 4.270.000 |

Hauptartikel: Anastacia/Auszeichnungen für Musikverkäufe